# Ellisella grandis
Ellisella grandis is een zachte koraalsoort uit de familie Ellisellidae. De koraalsoort komt uit het geslacht Ellisella. Ellisella grandis werd in 1901 voor het eerst wetenschappelijk beschreven door Verrill. 